# ریچارد وایزمن
ریچارد وایزمن (به انگلیسی: Richard Wiseman) (زاده ۱۹۶۶) استاد فهم عمومی روان‌شناسی دانشگاه هرتفوردشایر در بریتانیاست. وایزمن زندگی حرفه‌ای خود را به عنوان یک تردست آغاز کرد، و سپس در رشته روان‌شناسی در کالج دانشگاهی لندن تحصیل نمود. او پی‌اچ‌دی روان‌شناسی را از دانشگاه ادینبرو دریافت کرده‌است.
وایزمن برای بررسی‌های انتقادی‌اش مشهور است. او معمولاً دست گزارش‌های فراهنجار را رو می‌کند. او از اعضای کمیته تحقیق شک‌گرایانه است. وایزمن در برنامه‌های مختلف تلویزیونی بریتانیا از جمله برنامه کلاهبرداری واقعی حاضر می‌شود و روان‌شناسی پشت پدیده‌های مختلف را توضیح می‌دهد. و برای تایمز، گاردین و دیلی‌تلگراف نوشته‌است.

## کتاب‌ها
برخی کتاب‌های وایزمن به فارسی ترجمه شده‌اند.
- کتاب کوچک شانس، ترجمه: حسام اتابک (۱۳۸۴)
- ۵۹ ثانیه، ترجمه: هانیه فهمیمی (۱۳۹۰)
- آیا خوشبختی اتفاقی است؟ هر روز یک جو شانس، ترجمه: هایده بربری (۱۳۸۵)